# Ciudad Bonampak
Ciudad Bonampak är en ort i Mexiko.   Den ligger i kommunen Ocozocoautla de Espinosa och delstaten Chiapas, i den sydöstra delen av landet, 700 km sydost om huvudstaden Mexico City. Ciudad Bonampak ligger 783 meter över havet och antalet invånare är 450.
Terrängen runt Ciudad Bonampak är kuperad österut, men västerut är den platt. Runt Ciudad Bonampak är det ganska glesbefolkat, med 40 invånare per kvadratkilometer. Närmaste större samhälle är Ocozocoautla de Espinosa, 5,0 km nordost om Ciudad Bonampak. I omgivningarna runt Ciudad Bonampak växer huvudsakligen savannskog.